# The Linesman
The Linesman (på dansk: Trossemanden) er en bronze-statue på City Quay på højre bred af floden Liffey i Dublin, Irlands hovedstad. Statuen forestiller en af de mænd, som havde det slidsomme job med at tage mod trosser fra skibe, som skulle fortøje ved kajen.
Statuen er skabt af den irske kunstner Dony MacManus i 1999 og The Linesman er en anerkendelse af 'manden på gulvet', der måtte klare hverdagens slid. Man ser trossemanden hale i et reb for at fastgøre et imaginært skib, som netop har anløbet havnen. Denne del af Liffeys kajer er stadig til at komme til med skib, eftersom samtlige broer nedenstrøms enten kan drejes eller hæves for at muliggøre passage, selv om hovedparten af trafikken på Dublins havn nu om stunder anløber containerterminalen, som ligger nærmere havet.
The Linesman var vinderprojektet i en åben konkurrence om udsmykning af City Quay for at skabe opmærksomhed om de nyrenoverede områder langs Liffey, kaldet Dublin Docklands.

## Links
- Hjemmeside for Dony MacManus Arkiveret 26. august 2013 hos  Wayback Machine
- Statuen på visualphotos.com Arkiveret 4. marts 2016 hos  Wayback Machine